# Low (canción de Flo Rida)

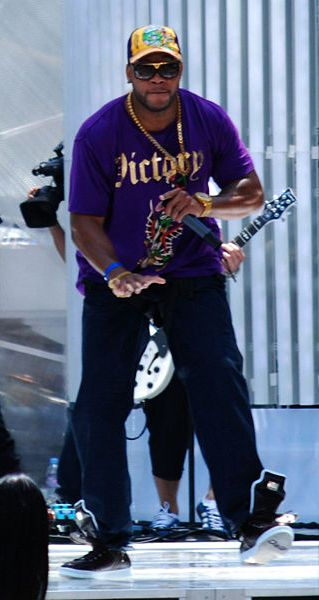

«Low» -en español: "Bajo"- es una canción de Flo Rida con T-Pain, escrita por Tramar Dillard y T-Pain, y producida por DJ Montay. Esta fue lanzada como sencillo para promocionar la película Step Up 2 the Streets, e incluida en el álbum Mail on sunday durante el tercer cuarto de 2007.
También fue utilizada en la película de comedia-acción Tropic Thunder y en la película de comedia The Zoo Keeper.
| Predecesor: "Apologize" de Timbaland con OneRepublic | Canadian Hot 100 - Sencillo n.º 1 5 de enero de 2008 - 22 de marzo de 2008  | Sucesor: "Love song" de Sara Bareilles                |
| Predecesor: "No one" de Alicia Keys                  | Billboard Hot 100 - Sencillo n.º 1 5 de enero de 2008 - 8 de marzo de 2008  | Sucesor: "Love in this club" de Usher con Young Jeezy |
| Predecesor: "Don't stop the music" de Rihanna        | Top 50 Sencillos - Sencillo n.º 1 24 de marzo de 2008 - 31 de marzo de 2008 | Sucesor: "Bubbly" de Colbie Caillat                   |

- Datos: Q1579259